# Eric Backman
Pour les articles homonymes, voir Backman.

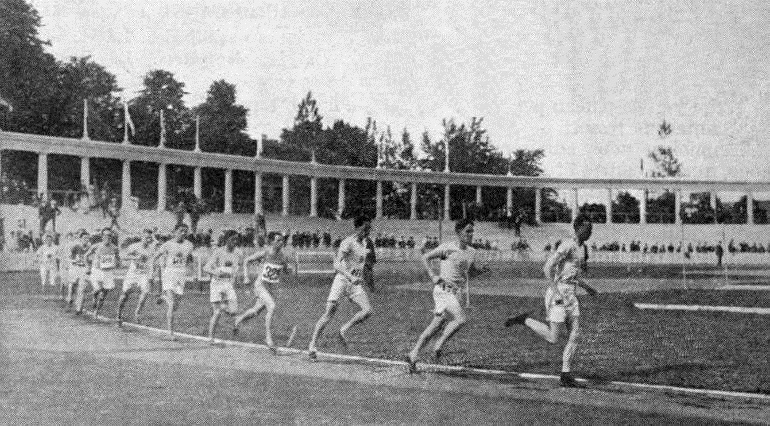
La finale du 5000 mètres aux JO de 1920.

Eric Backman, né le 18 mai 1896 à Acklinga et mort le 29 juin 1965 à Skövde, est un ancien athlète suédois spécialiste des courses de fond. En 1920, il remporte quatre médailles à l'occasion des Jeux olympiques d'Anvers.

## Biographie
Lors des Jeux olympiques d'été de 1920, Eric Backman termine deuxième de l'épreuve de cross-country individuel remportée par le Finlandais Paavo Nurmi. Il obtient également la médaille de bronze par équipe, associé à ses compatriotes suédois Gustaf Mattsson et Hilding Ekman. Sur 5 000 mètres, Backman monte une nouvelle fois sur le podium en terminant troisième de la finale remportée par le Français Joseph Guillemot. Enfin, il obtient une quatrième médaille sur le 3 000 mètres par équipe. L'équipe de Suède composée de Backman, Sven Lundgren et Edvin Wide termine troisième, derrière les États-Unis et le Royaume-Uni. 

## Palmarès

### Jeux olympiques
- Jeux olympiques d'été de 1920 à Anvers :
  -  Médaille d'argent du cross-country individuel
  -  Médaille de bronze du 5 000 mètres
  -  Médaille de bronze du cross-country par équipe
  -  Médaille de bronze du 3 000 mètres par équipe